# Petter Björling
Petter "Katten" Björling, född 1992, är en svensk bandyspelare. Han är en mittfältare som representerat Villa Lidköping BK sedan 2010-11. Han spelade tidigare i sin moderklubb Falu BS.
Petter Björling gjorde debut i Falu BS a lag samma säsong som han fyllde 16 och följde med när laget degraderades till allsvenskan. Han hjälpte till att kvala upp Falun direkt och utsågs den säsongen till lagkapten i pojklandslaget och vann Svenska bandyförbundets pris som årets pojkspelare.
När Falun återigen åkte ur högsta serien valde han att inför säsongen 2010-11 lämna och flyttade till Lidköping för spel i Villa Lidköping BK. Delvis på grund av att han kunde användas som junioravbytare tog han en ordinarie plats direkt.
När han spelade i Falun var det mest som ytterhalv och där började han också när han bytt till Villa Lidköping men han har efterhand tagit ett steg upp i banan till det offensiva mittfältet. 
I december 2012 skrev han på ett nytt treårskontrakt (maxlängden inom svensk bandy) med Villa
25 mars 2012 fick han spela sin första SM-final i bandy när Villa förlorade mot Sandviken med 6-5.
2013-14 gjorde han sin mål- och poängmässigt bästa säsong i högsta serien. Han spelade också sin 100:e match för Villa Lidköping.
Han har också representerat svenska u-23 landslaget.

## Klubbkarriär
| 2007–08         | Falu BS             | SEL             | 11  | 0  | 0  | 0  | 0   | -  | - | - | - | -  |
| 2008–09         | Falu BS             | ALLN            | -   | -  | -  | -  | -   | -  | - | - | - | -  |
| 2009–10         | Falu BS             | SEL             | 24  | 4  | 2  | 6  | 60  | -  | - | - | - | -  |
| 2010–11         | Villa Lidköping     | SEL             | 25  | 2  | 5  | 7  | 0   | 8  | 1 | 1 | 2 | 0  |
| 2010–11         | Villa Lidköping U20 | U20 ELIT        | 4   | 2  | 4  | 6  | 10  | -  | - | - | - | -  |
| 2011–12         | Villa Lidköping     | SEL             | 26  | 1  | 3  | 4  | 10  | 10 | 0 | 2 | 2 | 20 |
| 2011–12         | Villa Lidköping U20 | U20 ELIT        | 3   | 0  | 9  | 9  | 30  | -  | - | - | - | -  |
| 2011–12         | Sverige             | U23-VM          | 3   | 0  | 3  | 3  | 0   | 2  | 0 | 0 | 0 | 0  |
| 2012–13         | Villa Lidköping     | SEL             | 22  | 3  | 13 | 16 | 10  | 8  | 0 | 1 | 1 | 0  |
| 2013–14         | Villa Lidköping     | SEL             | 25  | 7  | 10 | 17 | 40  | 6  | 2 | 0 | 2 | 30 |
| 2013–14         | Sverige             | U23-VM          | 4   | 1  | 0  | 1  | 6   | 1  | 0 | 0 | 0 | 10 |
| SEL totalt      | SEL totalt          | SEL totalt      | 133 | 17 | 33 | 50 | 120 | 32 | 3 | 4 | 7 | 50 |
| U20 ELIT totalt | U20 ELIT totalt     | U20 ELIT totalt | 7   | 2  | 13 | 15 | 40  | -  | - | - | - | -  |
| U23-VM totalt   | U23-VM totalt       | U23-VM totalt   | 7   | 1  | 3  | 4  | 6   | 3  | 0 | 0 | 1 | 10 |

statistik uppdaterad 2014-03-11